# South Riding
South Riding és una sèrie de la BBC en tres parts del 2011, basada en la novel·la South Riding de 1936 de Winifred Holtby. És dirigit per Diarmuid Lawrence i escrit per Andrew Davies. És protagonitzada per Anna Maxwell Martin, David Morrissey, Peter Firth, Douglas Henshall, Penelope Wilton i John Henshaw. S'ha doblat al valencià per a À Punt, que la va emetre el 5 d'octubre de 2024.
El primer episodi es va emetre a BBC One el 20 de febrer de 2011, i els dos restants els diumenges següents. Als Estats Units, es va emetre dins del programa d'antologia del PBS Masterpiece el maig de 2011.

## Repartiment
- Anna Maxwell Martin com a Sarah Burton
- David Morrissey com a Robert Carne
- Peter Firth com el regidor Snaith
- Douglas Henshall com a Joe Astell
- Penelope Wilton com la senyora Beddows
- John Henshaw com a Alfred Huggins
- Shaun Dooley com el senyor Holly
- Jennifer Hennessy com la senyora Holly
- Janine Mellor com a Bessy Warbuckle
- Charlie May Clark com a Lydia Holly
- Katherine McGolpin com a Midge Carne
- Lydia Wilson com a Muriel Carne
- Daniel West com el jove Robert Carne
- Ian Bartholomew com a Gaius Drew
- Bríd Brennan com a Miss Sigglesthwaite
- John-Paul Hurley com a Reg Aythorne
- Penny Layden com la senyora Huggins
- Marie Critchley com la senyora Brimsley